# Ludwig Feuerbach
Ludwig Andreas Feuerbach (Landshut, 28 de julho de 1804 – Rechenberg, Nuremberg, 13 de setembro de 1872) foi um filósofo alemão. Feuerbach é reconhecido pelo ateísmo humanista antropológico e pela influência que o seu pensamento exerce sobre Karl Marx e Sigmund Freud.  

## Carreira
Abandonou os estudos de Teologia para tornar-se aluno do filósofo Hegel, durante dois anos, em Berlim. Em 1828, passa a estudar ciências naturais em Erlangen e dois anos depois publica anonimamente o primeiro livro, “Pensamentos sobre Morte e Imortalidade”. Nesse trabalho, ataca a ideia da imortalidade, sustentando que, após a morte, as qualidades humanas são absorvidas pela natureza. Escreve “Abelardo e Heloísa” (1834), “Piere Bayle” (1838) e “Sobre Filosofia e Cristianismo” (1839). Na primeira parte desta última obra, que influencia Marx, discute a "essência verdadeira ou antropológica da religião". Na segunda parte, analisa a "essência falsa ou teológica". De acordo com esta filosofia, a religião é uma forma de patologia psíquica que transforma em objeto os conceitos do ideal humano em um ser supremo que é totalmente estranho ao humano. Ao atacar religiosos ortodoxos entre 1848 e 1849, anos de turbulência política, é considerado um herói por muitos revolucionários. 
O seu posicionamento filosófico é uma transição entre o Idealismo Alemão, de uma parte e, de outra, o materialismo histórico de Marx e o materialismo cientificista da segunda metade do século XIX. Este posicionamento é caracterizado pela inflexão antropológica que Feuerbach imprime a algumas categorias herdadas de Hegel. Suas principais obras são: Da razão, una, universal, infinita (1828); Pensamentos sobre morte e imortalidade (1830); Sobre a crítica da filosofia positiva (1838); Crítica da filosofia hegeliana (1839); A essência do cristianismo (1841); Sobre a apreciação do escrito “A essência do cristianismo” (1842); Princípios da filosofia do futuro (1843); Teses provisórias para a reforma da filosofia (1843); Lutero como árbitro entre Strauss e Feuerbach (1843); A essência da religião (1846); Fragmentos para a caracterização de meu Curriculum vitae (1846); Preleções sobre a essência da religião (1851) e Teogonia (1857).
Para Feuerbach, a religião segue-se dentro de uma teoria a qual busca o sentido e a essência do homem no mundo, mas o homem é essencialmente antropológico na característica humana, pois adquire sentimentos e sensibilidade. É desta forma que Feuerbach observa essa subversão decorrente em cada indivíduo que busca uma relação substancial entre Homem e Deus.
O que proporcionou esse pensamento de Feuerbach foi a influência da filosofia de Hegel e, mais tarde, a teoria de Marx. Posteriormente, nessas duas linhas de pensamento, uma teórica, a outra prática, Feuerbach busca a fórmula do Homem vs. Deus vs. Religião.
Intermediar essas teorias, no entanto, não foi fácil para Feuerbach, pois a Alemanha passava por uma forte mudança cultural; daí a forte crítica ao seu pensamento. Dentro desse contexto histórico, observa-se a teoria de Feuerbach voltada para a “teoria”, e a teoria de Marx, onde a lógica é a prática. Porém, não é a teoria que busca a essência do homem, mas é na prática que os indivíduos se relacionam, afirma Marx mais tarde, com sua crítica a Feuerbach.
Faleceu em 13 de setembro de 1872. Encontra-se sepultado em Johannisfriedhof, Nuremberga, Baviera na Alemanha. A influência de Feuerbach depois de sua morte é notória. Filósofos como Enrique Dussel, Sigmund Freud, Guy Debord, Emil Cioran e René Girard são altamente influenciados por sua filosofia que tem como foco o caráter reconstitucional e real do ser humano.

## Publicações
- Ludwig Feuerbach: Gesammelte Werke. Ed. por Werner Schuffenhauer, Akademie Verlag, Berlim, 1967 ff.
- Walter Jaeschke, Werner Schuffenhauer (Ed.): Ludwig Feuerbach, Entwürfe zu einer Neuen Philosophie. Felix Meiner Verlag, Hamburgo 1996, ISBN 3-7873-1077-0;
- Ludwig Feuerbach: Vorlesungen über Logik und Metaphysik (Erlangen 1830/1831). Editado por Carlo Ascheri e Erich Thies. Darmstadt, Wissenschaftliche Buchgesellschaft 1976, ISBN 3-534-06673-1.
- Ludwig Feuerbach: Vorlesungen über die Geschichte der neueren Philosophie von G. Bruno bis G. W. F. Hegel (Erlangen 1835/1836). Bearb. von Carlo Ascheri e Erich Thies. Darmstadt, Wissenschaftliche Buchgesellschaft 1974, ISBN 3-534-06674-X.
- Ludwig Feuerbach: Zur Moralphilosophie (1868). Edição avançada. Revisado criticamente por Werner Schuffenhauer, em: Solidarität oder Egoismus. Studien zu einer Ethik bei und nach Ludwig Feuerbach. Ed. por H.-J. Braun. Berlim, Akademie Verlag 1994, ISBN 3-05-002535-2.
- Ludwig Feuerbach: Sämtliche Werke in 10 Bänden, Otto Wigand, Leipzig 1846–66.
- Ludwig Feuerbach: Sämmtliche Werke. Ed. por Wilhelm Bolin e F. Jodl. 10 volumes. Frommann, Stuttgart 1903–1911. Reimpressão: Stuttgart-Bad Cannstatt, Frommann-Holzboog 1959–64
- Feuerbach im Kontext. Werke und Briefwechsel auf CD-ROM, Karsten Worm InfoSoftWare, 1. Ed. Berlim 2004, Liberar 2005, ISBN 3-932094-43-3.
- Ludwig Feuerbach: Werke in sechs Bänden, Ed. por. Erich Thies, Suhrkamp, Frankfurt 1975/76.
- Ludwig Feuerbach: Kleine Schriften, com posfácio de Karl Löwith, Suhrkamp Verlag 1966.
- Ludwig Feuerbach, in: Philosophie von Platon bis Nietzsche. Ausgewählt e eingeleitet von Frank-Peter Hansen. Digitale Bibliothek Volume 2, Directmedia, Berlin 1998. – Contém Das Wesen des Christentums, Vorläufige Thesen zur Reform der Philosophie, Grundsätze der Philosophie der Zukunft und Über das „Wesen des Christentums“ in Beziehung auf den „Einzigen und sein Eigentum“
- [anonym] Gedanken über Tod und Unsterblichkeit aus den Papieren eines Denkers: nebst einem Anhang theologisch-satyrischer Xenien, Nürnberg 1830.
- Abälard und Heloise, Ansbach 1834.
- Geschichte der neueren Philosophie, Ansbach 1833–1837, 2 Bde.
- Kritiken auf dem Gebiet der Philosophie, Ansbach 1835.
- Pierre Bayle nach seinen für die Geschichte der Philosophie und der Menschheit interessantesten Momenten, Ansbach 1838.
- Über Philosophie und Christentum, Ansbach 1839.
- Das Wesen des Christentums, Leipzig 1841. (Digitalisat und Volltext im Deutschen Textarchiv) – edição Reclam: Stuttgart 2005, ISBN 3-15-004571-1
- Über das »Wesen des Christentums« in Beziehung auf den »Einzigen und sein Eigentum«. (Online: Version 1845 + Änd. 1846)
- Grundsätze der Philosophie der Zukunft. Zürich/Winterthur 1843. – Edição crítica, Frankfurt am Main 1983 (3. Ed.), ISBN 978-3-465-01610-6
- Das Wesen des Glaubens im Sinne Luthers. Leipzig 1844.
- Vorlesungen über das Wesen der Religion. Leipzig 1851. Além de acréscimos e notas, nova ed. por Wilhelm Bolin: Stuttgart 1908 (= Ludwig Feuerbachs Sämmtliche Werke. Volume 8).
- Theogonie, nach den Quellen des klassischen hebräischen und christlichen Altertums. Leipzig 1857.